# Toshio Kakei
Toshio Kakei (Hamamatsu, 10 agosto 1962) è un attore giapponese prevalentemente noto per aver preso parte alla saga cinematografica Full Metal Alchemist.

## Biografia
Laureatosi all'Università delle Arti di Osaka, ha avuto ruoli importanti in diverse serie televisive, tra cui Bayside Shakedown.

## Filmografia parziale

### Cinema
- Bayside Shakedown, regia di Ryoichi Kimizuka (1998)
- Bayside Shakedown 2, regia di Ryoichi Kimizuka (2003)
- The Suspect, regia di Ryoichi Kimizuka (2005)
- Bayside Shakedown: The Final, regia di Katsuyuki Motohiro (2012)
- The Next Generation: Patlabor, regia di Mamoru Oshii (2015)[1]
- Blood Friends (2019)
- Ginji the Speculator, regia di Ruychi Mino (2022)
- Fullmetal Alchemist - La vendetta di Scar, regia di Fumihiko Sori (2022)
- Fullmetal Alchemist - Alchimia finale, regia di Fumihiko Sori (2022)
- Ginji the Speculator, regia di Ryuichi Mino (2022)
- Shinji Muroi: Not Defeated, regia di Motohiro Katsuyuki (2024)
- Shinji Muroi: Stay Alive, regia di Katsuyuki Motohiro (2024)

### Televisione
- Bayside Shakedown - serie TV, (1998)[2]
- Dr. Coto's Clinic - serie TV, (2003–2006)[3]
- Ryōmaden - serie TV, (2010)
- Naotora: The Lady Warlord - serie TV, (2017)

### Teatro
- Miss Saigon (2004, 2008, 2014)

## Doppiatori italiani
Nelle versioni in italiano delle opere in cui ha recitato, Steve Park è stato doppiato da:
- Mauro Gravina in Bayside Shakedown, Fullmetal Alchemist - La vendetta di Scar, Shinji Muroi: Stay Alive
- Pietro Ubaldi in Bayside Shakedown 2
- Gioacchino Maniscalco in The Suspect
- Gerolamo Alchieri in Ginji the Speculator